# کریستیان یلادیان
کریستیان آبراهام یلادیان کامخو (اسپانیایی: Christian Apraham Yeladián Camejo‎؛ زادهٔ ۱۷ سپتامبر ۱۹۸۳) بازیکن فوتبال ارمنی‌تبار اهل اروگوئه است.

## باشگاهی
از باشگاه‌هایی که در آن بازی کرده‌است می‌توان به باشگاه فوتبال مونته‌ویدئو واندررز، باشگاه فوتبال فولاد خوزستان، و باشگاه فوتبال دانوبیو اشاره کرد.